# Frente Democrático Popular (Rumania)
El Frente Democrático Popular (en rumano: Frontul Democrației Populare, FDP) fue una alianza electoral en Rumania desde 1944 hasta 1968, dominada por el Partido Comunista Rumano (PCR). Formó el gobierno de Rumania desde 1946 hasta 1968.

## Historia
La alianza se creó como Frente Democrático Nacional (Frontul Național Democrat, FND) en octubre de 1944, y era una alianza del PCR, el Partido Socialdemócrata Rumano (PSDR), el Frente de Labradores (FL) y otras organizaciones de afiliación no comunista. En las elecciones de 1946 el frente formó el núcleo del Bloque de Partidos Democráticos, que obtuvo oficialmente el 69,8 por ciento de los votos y 347 de los 414 escaños del Parlamento, "confirmando" el gobierno del procomunista Primer Ministro Petru Groza en el poder. Después del colapso del comunismo, algunos autores argumentaron que la oposición Partido Nacional Campesino (PNȚ) habría obtenido una amplia victoria si el gobierno de Groza hubiera permitido una elección honesta. De hecho, la oposición afirmó durante mucho tiempo que habría ganado hasta el 80 por ciento de los votos si las elecciones se hubieran llevado a cabo de manera justa. Más tarde, el historiador Petre Ţurlea revisó supuestamente un informe confidencial del Partido Comunista sobre las elecciones que mostraba que el Bloque de Partidos Demócratas en realidad había ganado como máximo el 48 por ciento de los votos.  Llegó a la conclusión de que el PNȚ y los partidos de la oposición probablemente no alcanzaron la victoria arrolladora que habían reclamado durante mucho tiempo, pero aun así habrían ganado suficientes votos entre ellos en una elección para el honesta para formar un gobierno de coalición.
Los comunistas tomaron todo el poder en diciembre de 1947, cuando presionaron al Rey Miguel para que abdicara y usaron su mayoría legislativa para abolir la monarquía y declarar a Rumania una "república popular". A principios de 1948, los socialdemócratas se fusionaron con ellos para formar el Partido de los Trabajadores Rumanos (PMR). En un congreso del PMR realizado en febrero de 1948, la FND se convirtió en la FDP. Rápidamente tomó un carácter similar a otros "frentes populares" en el Bloque del Este. Los partidos miembros se subordinaron por completo al PMR y se les exigió que aceptaran el "papel de liderazgo" del PCR como condición para su existencia continua. Sin embargo, Groza, el líder de uno de esos partidos menores, el Frente de Labradores, siguió siendo primer ministro hasta 1952, cinco años después del inicio del régimen comunista, cuando entregó el puesto al líder del Partido Comunista Gheorghe Gheorghiu-Dej.
En las elecciones de marzo de 1948, el Frente y, a través de él, el PCR consolidaron su control sobre el país. El Frente ganó un implausible 93,2 por ciento de los votos y todos menos nueve escaños en la legislatura. Dentro del Frente, el PCR y sus aliados obtuvieron 201 escaños (190 para el PMR y 11 para sus afiliados), poco menos que una mayoría por derecho propio. Esta sería la última vez que a los partidos de la oposición se les permitió participar en una elección durante la era comunista, pero Rumanía había sido efectivamente un estado de partido único desde la abdicación de Miguel.
En las elecciones de 1952, 1957, 1961 y 1965, a los votantes se les presentó una lista única de candidatos del FDP, que recibió el 99 por ciento o más de los votos en cada  ocasión. En 1968, la FND fue sustituida por el Frente de Unidad Socialista y Democracia.